# Kroniek van Bloemhof
De kroniek van Bloemhof (Cronica Floridi Horti) is een in middeleeuws Latijn geschreven kroniek uit de dertiende eeuw.

## Het handschrift
De kroniek beschrijft de geschiedenis van het Premonstratenzer klooster Bloemhof (Floridus Hortus) in Wittewierum, maar het belang stijgt ver daarboven uit. Het is een zeldzaam rijke bron voor de geschiedenis van het middeleeuwse Friesland, met name voor de Groninger Ommelanden. De periode die in de kroniek aan de orde komt, begint in 1200 en eindigt in 1296.
De auteurs van de Cronica Floridi Horti waren alle drie 'abbot' (abt) van Bloemhof, achtereenvolgens:
1. de eerste abt Emo van Huizinge, gestorven in 1237
2. de derde abt Menko, gestorven in 1276
3. een anoniem gebleven abt, die in de Continuatio de periode tot 1296 weergeeft.

De kroniek, geschreven in het Latijn, is meermalen uitgegeven. De meest recente editie uit 1991 is bezorgd en in het Nederlands vertaald door H.P.H. Jansen en A. Janse. De kroniek is overgeleverd in twee verschillende handschriften, die zich beide bevinden in de Universiteitsbibliotheek Groningen. De oudste, de Groninger Codex, bevat de eerste twee delen. De andere, de Friese Codex, bevat een veel later gemaakt afschrift van alle drie delen, dus inclusief de Continuatio.

## Deel I: Kroniek van Emo
Het eerste, meest uitgebreide deel is geschreven door de eerste abt van Bloemhof, Emo van Huizinge. Emo vertelt over de stichting en de geschiedenis van het klooster en ook over de gebeurtenissen die in zijn tijd de mensen in met name de Ommelanden raakten. Hij beschrijft meerdere stormvloeden die Friesland in het begin van de dertiende eeuw te verduren had, hij geeft ook een verslag van de wijze waarop de Friezen werden opgeroepen om mee te doen aan een kruistocht, waarbij hij uitvoerig ingaat op de rol van Olivier van Keulen. Daarnaast bevat dit deel een aantal overpeinzingen van Emo over verschillende theologische vraagstukken van zijn tijd en een beschrijving van zijn eigen worsteling met de verplichtingen die het priesterschap met zich meebrengt.  

### De stichting van het klooster
De kroniek begint met het verhaal over de stichting van het klooster. Het klooster werd gesticht door een neef van Emo, veelal aangeduid als Emo van Romerswerf. Uit de kroniek wordt duidelijk dat Emo van Romerswerf een eigenzinnig type was, die er niet in slaagde zijn stichting werkelijk levensvatbaar te maken. Het lukte hem ook niet om zijn klooster onder te brengen bij een van de bestaande kloosterorden.
Emo gebruikt voor zichzelf de derde persoon. Hij verhaalt over zijn opleiding en zijn wens om na die opleiding, eerst als onderwijzer en later als parochiegeestelijke, zijn Schepper te dienen. Als pastoor van Huizinge raakt hij betrokken bij de conflicten die zijn neef veroorzaakt met zowel de bisschop van Münster als de lokale kloosterorden. Hij beschrijft zijn wens om ook zelf het wereldlijke bestaan in te ruilen voor het klooster.
In 1208 treedt Emo in in het klooster van zijn neef. Emo verhaalt vervolgens van een reis naar Rome en het verzoek aan Prémontré om Bloemhof te erkennen als klooster in de orde van de Premonstratenzers.

### Herderik van Schildwolde
Emo geeft in zijn kroniek een uitgebreid relaas over zijn conflict met Herderik van Schildwolde. De precieze aanleiding van het conflict blijft daarbij overigens duister. Herderik is naast proost van een eigen klooster tevens officiaal van de bisschop van Münster. In de ogen van Emo is dat een niet toegestane combinatie van functies, want een kloosterling behoort geen seculiere functies te vervullen. Bovendien weigert Herderik zijn klooster ondergeschikt te maken aan een ander klooster van de orde van Prémontré.

### Kruistochten
Emo vertelt hoe in 1214 Olivier van Keulen in de Ommelanden en in de stad Groningen rondtrekt om de mensen op te roepen tot de vijfde Kruistocht. Van die kruistocht geeft hij ook een beschrijving, die hem door een kennis zou zijn verstrekt (De itinere Frisonum). De beschrijving geeft met name een verslag van het wedervaren van de Friese deelnemers, en eindigt bij de aankomst van de kruisvaarders in de haven van Akko.
Ook de Kruistocht tegen de Stedingers wordt door Emo vermeld. Als voornaamste grief tegen de Stedingers geeft hij weer dat zij "ongehoorzaam" zijn, hetgeen strijdig is met de heersende leer, maar hij verheelt nauwelijks dat hij veel begrip heeft voor de weigering van de Stedingers om de bisschop van Bremen te betalen wat deze meent dat hem toekomt.

### Geschiedenis van Groningen
De kroniek is vooral voor de middeleeuwse geschiedenis van de huidige provincie Groningen een uitzonderlijk rijke bron. Daarnaast laat Emo blijken dat hij goed op de hoogte is van de gebeurtenissen in de wereld van die dagen. Niet alleen de kruistochten hebben zijn interesse, hij beschrijft ook de ontwikkelingen in de Kerk. Hij is getuige in Luik als daar het proces wordt gevoerd tegen de moordenaars van de aartsbisschop van Keulen.

## Deel II: Kroniek van Menko
De kroniek van Menko begint met een biografie van Emo. Waar Emo zelf zich in zijn kroniek beschrijft met al zijn zwakheden, is de beschrijving van Menko een hagiografie. Verder geeft Menko een 'traditionele' kroniek over de jaren waarin hij zelf abt was.

## Deel III: Continuatio
Dit derde deel van de kroniek, door een onbekende auteur, is veel minder uitgewerkt dan de eerste twee delen. Het beschrijft de jaren 1276 tot 1296. Hierin staan onder andere de schenking van de kerk van Uithuizen aan Bloemhof, de strijd in 1231 over een eiland ('insula') tussen de 'Ernensis' (mogelijk Eenrum of Enum) en de inwoners van (waarschijnlijk) Uithuizen ('Uthensis') en de gebeurtenissen rond Ida van Menterwolde. 
De strijd tussen de 'Ernensis' uit Hunsingo en 'Uthensis' uit Fivelingo draaide om de beschuldiging dat Hunsingo zijn grens naar het oosten aan het verleggen was ten koste van Fivelingo. De strijd werd gevoerd nabij een gracht; mogelijk de Oude Weer, het Maarvliet, de Oude Delthe of een andere waterloop. De stad Groningen koos uiteindelijk partij voor de 'Ernensis'. Over het betwiste eiland is in de loop der tijd veel gespeculeerd. Gespeculeerd is wel dat dit Rottumeroog zou kunnen zijn geweest, maar in zijn Descriptio Frisiae uit 1701 kwam Ubbo Emmius met de hypothese dat het om een voormalig kweldereiland voor de kust van Warffum moet zijn gegaan, dat nu onderdeel vormt van het Groningse vasteland. Schelpenonderzoek wijst uit dat er inderdaad een eiland voor de kust van Warffum kan hebben gelegen, maar het is niet zeker of dit het eiland is dat wordt beschreven.
De vijfde abt Folkerd (of Folkardus) is door Feith en Acker Stratingh als mogelijke schrijver genoemd. Omdat dit derde deel het aanzien heeft van samengeraapte stukken tekst, stelt Theodoor Erik Jensma dat het om twee verschillende auteurs kan gaan. Folkerd zou de tweede kunnen zijn. Jansen en Janse wijzen er echter op dat de enige versie van de Continuatio die is overgeleverd (in de Friese Codex) volgt op een afschrift van de beide eerste delen. Zij achten het dan ook mogelijk dat de overgeleverde Continuatio een samenvatting is van een uitvoeriger origineel en dat het evengoed mogelijk is dat Folkerd het derde deel alleen geschreven heeft.

## Uitgave
- H.P.H. Jansen en A. Janse (ed.), Kroniek van het klooster Bloemhof te Wittewierum, Hiilversum: Verloren, 1991  (Middeleeuwse Studies en Bronnen, dl. 20)